# Discografia de Dal Shabet
A discografia do girl group sul-coreano Dal Shabet consiste em um álbum de estúdio, dez extended plays, seis aparições em trilha sonora, oito colaborações e treze singles promocionais.

## Álbuns

### Álbuns de estúdio
| Bang Bang                                                                                    | - Lançamento: 6 de junho de 2012 - Gravadora: Happy Face Entertainment - Formato: CD e download digital | 7 | 4.350+ |
| "—" indica lançamentos que não figuraram nas paradas ou que não foram lançados nessa região. | |   |        |

### Extended plays
| Supa Dupa Diva                                                                               | - Lançamento: 3 de janeiro de 2011 - Gravadora: Happy Face Entertainment - Formato: CD, download digital   | 9  | - KOR: 2.300+ |
| Pink Rocket                                                                                  | - Lançamento: 14 de abril de 2011 - Gravadora: Happy Face Entertainment - Formato: CD, download digital    | 7  | - KOR: 3.560+ |
| Bling Bling                                                                                  | - Lançamento: 11 de agosto de 2011 - Gravadora: Happy Face Entertainment - Formato: CD, download digital   | 55 | - KOR: 3.600+ |
| Hit U                                                                                        | - Lançamento: 26 de janeiro de 2012 - Gravadora: Happy Face Entertainment - Formato: CD, download digital  | 1  | - KOR: 3.000+ |
| Have, Don't Have                                                                             | - Lançamento: 13 de novembro de 2012 - Gravadora: Happy Face Entertainment - Formato: CD, download digital | 5  | - KOR: 3.504+ |
| Be Ambitious                                                                                 | - Lançamento: 20 de junho de 2013 - Gravadora: Happy Face Entertainment - Formato: CD, download digital    | 10 | - KOR: 3.239+ |
| B.B.B                                                                                        | - Lançamento: 8 de janeiro de 2014 - Gravadora: Happy Face Entertainment - Formato: CD, download digital   | 7  | - KOR: 5.450+ |
| Joker Is Alive                                                                               | - Lançamento: 15 de abril de 2015 - Gravadora: Happy Face Entertainment - Formato: CD, download digital    | 8  | - KOR: 4.786+ |
| Naturalness                                                                                  | - Lançamento: 5 de janeiro de 2016 - Gravadora: Happy Face Entertainment - Formato: CD, download digital   | 10 | - KOR: 3,944+ |
| FRI. SAT. SUN                                                                                | - Lançamento: 29 de setembro de 2016 - Gravadora: Happy Face Entertainment - Formato: CD, download digital | 12 | - KOR: 1,673+ |
| "—" indica lançamentos que não figuraram nas paradas ou que não foram lançados nessa região. | |    |               |

### Álbuns de compilação
| Título   | Detalhes do álbum                                                   | Melhores posições nas paradas | Vendas        |
| Título   | Detalhes do álbum                                                   | JPN                           | Vendas        |
| -------- | ------------------------------------------------------------------- | ----------------------------- | ------------- |
| The Best | - Lançamento: 4 de novembro de 2015 - Formatos: CD, DVD e photobook | —                             | - JPN: 1,088+ |

## Singles
| Título                                                                                   | Ano     | Melhores posições nas paradas | Melhores posições nas paradas | Vendas                 | Álbum            |
| Título                                                                                   | Ano     | KOR[12]                       | KOR Hot 100                   | Vendas                 | Álbum            |
| Coreano                                                                                  | Coreano | Coreano                       | Coreano                       | Coreano                | Coreano          |
| ---------------------------------------------------------------------------------------- | ------- | ----------------------------- | ----------------------------- | ---------------------- | ---------------- |
| "Supa Dupa Diva"                                                                         | 2011    | 18                            | —                             | - KOR (DL): 1,289,763+ | Supa Dupa Diva   |
| "Pink Rocket"                                                                            | 2011    | 17                            | —                             | - KOR (DL): 954,911+   | Pink Rocket      |
| "Bling Bling"                                                                            | 2011    | 9                             | 19                            | - KOR (DL): 1,318,918+ | Bling Bling      |
| "Hit U"                                                                                  | 2012    | 11                            | 17                            | - KOR (DL): 1,574,267+ | Hit U            |
| "Mr. BangBang"                                                                           | 2012    | 19                            | 23                            | - KOR (DL): 735,758+   | Bang Bang        |
| "Have, Don't Have"                                                                       | 2012    | 22                            | 19                            | - KOR (DL): 755,885+   | Have, Don't Have |
| "Be Ambitious"                                                                           | 2013    | 14                            | 12                            | - KOR (DL): 501,962+   | Be Ambitious     |
| "B.B.B "                                                                                 | 2014    | 15                            | 15                            | - KOR (DL): 347,325+   | B.B.B            |
| "Joker"                                                                                  | 2015    | 20                            | —                             | - KOR (DL): 142,274+   | Joker Is Alive   |
| "Someone Like U"                                                                         | 2016    | 89                            | —                             | - KOR (DL): 47,159+    | Naturalness      |
| "FRI. SAT. SUN"                                                                          | 2016    | 138                           | —                             | - KOR (DL): 12,279+    | FRI. SAT. SUN    |
| Japonês                                                                                  |         |                               |                               |                        |                  |
| "Hard 2 Love"                                                                            | 2015    | —                             | —                             | - JPN (CD): 2,369+     | —                |
| "—" indica lançamentos que não figuraram nas paradas ou não foram lançados nessa região. |         |                               |                               |                        |                  |

## Vídeos musicais
| Título                                 | Ano  | Duração | Diretor(s)   | Álbum                |
| -------------------------------------- | ---- | ------- | ------------ | -------------------- |
| "Supa Dupa Diva"                       | 2011 | 3:32    | Desconhecido | Supa Dupa Diva       |
| "Pink Rocket"                          | 2011 | 3:35    | Desconhecido | Pink Rocket          |
| "Turn Your Head"                       | 2011 | 3:23    | Desconhecido | OST God's Quiz 2     |
| "Bling Bling"                          | 2011 | 3:20    | Desconhecido | Bling Bling          |
| "Christmas Time"                       | 2011 | 3:35    | Desconhecido | Lançamento sem álbum |
| "Hit U"                                | 2012 | 4:15    | Hong Won-ki  | Hit U                |
| "Mr. BangBang"                         | 2012 | 4:04    | Hong Won-ki  | BANG BANG            |
| "Have, Don't Have (versão Have)"       | 2012 | 3:54    | Desconhecido | Have, Don't Have     |
| "Have, Don't Have (versão Don't Have)" | 2012 | 3:43    | Desconhecido | Have, Don't Have     |
| "For Darling"                          | 2012 | 3:15    | Desconhecido | Have, Don't Have     |
| ''Be Ambitious''                       | 2013 | 3:44    | Desconhecido | Be Ambitious         |
| ''B.B.B (Big Baby Baby)''              | 2014 | 3:46    | Desconhecido | B.B.B                |
| ''Joker''                              | 2015 | 3:32    | Desconhecido | Joker Is Alive       |
| "Someone Like U"                       | 2016 | 3:22    | Desconhecido | Naturalness          |
| "FRI. SAT. SUN"                        | 2016 | 3:13    | Desconhecido | FRI. SAT. SUN        |

## Colaborações
| Ano  | Canção                              | Integrante(s)  | Outro(s) artista(s)                                          | Álbum                |
| ---- | ----------------------------------- | -------------- | ------------------------------------------------------------ | -------------------- |
| 2011 | "Fall In Love"                      | Serri          | Kim Won Joo                                                  | The Winter Story     |
| 2012 | "Win the Day"                       | Woohee & GaEun | 2PM, 4Minute, MBLAQ, miss A, Nine Muses, Sistar, ZE:A & B1A4 | Lançamento sem álbum |
| 2013 | ''Kuulkuk''                         | Ah Young       | DIS BOYZ                                                     | Lançamento sem álbum |
| 2013 | ''Nap''                             | Woohee         | Every Single Day                                             | Lançamento sem álbum |
| 2014 | ''Just Pass By''                    | Subin          | Ilhoon                                                       | B.B.B                |
| 2014 | "Rockin' Around the Christmas Tree" | Todas          | MINX                                                         | Lançamento sem álbum |
| 2015 | ''Is Love''                         | Subin          | Tymee                                                        | Lançamento sem álbum |
| 2015 | ''XOX''                             | GaEun          | Z.HERA                                                       | Lançamento sem álbum |

## Trilhas sonoras
| Ano  | Canção              | Integrante(s) | Álbum                    |
| ---- | ------------------- | ------------- | ------------------------ |
| 2011 | "Turn Your Head"    | Serri & Subin | God's Quiz 2 OST         |
| 2013 | ''It's You''        | Todas         | All About My Romance OST |
| 2013 | ''Your Meaning''    | Ah Young      | Someday OST              |
| 2013 | ''Tomorrow''        | Woohee        | Infinite Power OST Pt.1  |
| 2014 | ''Only Tell Me''    | Subin         | Love & Secret OST        |
| 2014 | ''Goodbye My Love'' | Woohee        | Jang Bo Ri Is Here OST   |